# Racławice (powiat Gorlicki)
Racławice is een dorp in de Poolse woiwodschap Klein-Polen. De plaats maakt deel uit van de gemeente Biecz en telt 880 inwoners.